# Чарлс Дауес
Чарлс Гейтс Дос (на английски: Charles Gates Dawes), е американски банкер и политик, вицепрезидент на САЩ (1925 – 1929). Инициатор на наречения на него План Дауес. Удостоен, заедно с Остин Чембърлейн, с Нобелова награда за мир за 1925 г.

## Произход и образование (1865 – 1887)
Роден е на 27 август 1865 година в Мариета, Охайо. През 1884 г., на 19-годишна, възраст получава бакалавърска степен. След това две години следва в Law Scooll към университета в Синсинати и се връща в Мариета, за да получи магистърска степен.

## Бизнесмен (1887 – 1917)
През 1887 Дос се премества в Линкълн, Небраска. През седемте години там той си спечелва репутацията на интелигентен, оригинален, убедителен и предприемчив бизнесмен. Дос управлява градски квартал с търговски кантори, ръководи компания за опаковка на месо, работи като директор на банка и инвестира в земя и банкови акции. Но основите на голямото си лично богатство полага през 1894 г., когато придобива контрол над предприятието, произвеждащо изкуствен газ в Ла Крос, Уисконсин, и върху други предприятия в южната част на Чикаго. В крайна сметка той и братята му придобиват двадесет и осем газови и електрически предприятия в десет щата. За да е близо до главната си бизнес кантора, той си построява дом в Еванстън, квартал в южната част на Чикаго, където живее до смъртта си.
Контролът върху паричното обръщение е първата официална държавна длъжност на Дос. Президентът Уилям Маккинли, за когото той работи като събиращ средства за кампаниите му през 1898 и 1901 г., обещава да подкрепи кандидатурата му за Сената от Илинойс. Когато Маккинли е убит, Дос, лишен от подкрепата на президента, оттегля кандидатурата си.
През 1902 г., като предава на братята си ръководството на предприятията, той навлиза в третата фаза на своята бизнес кариера – банковото дело. Той основава и става президент на Central Trust Company в Илинойс, често наричана „Банка Дауъс“, и посвещава цялото си време на ръководството ѝ до 1917 г.

## Политическа дейност (1917 – 1950)
През 1917 г. Дос получава чин майор в армията и двадесет и шест месеца след това е произведен в бригаден генерал. Като служещ при генерал Пършинг завежда системата за доставка на продоволствия и разпределението им за цялата американска експедиционна войска, а по-късно изпълнява аналогична служба за съюзниците като създава междусъюзнически покупателен борд, също ползващ се с авторитет и при разпределението. През 1919 г., въпреки съпротивата на собствената му републиканска партия, той решително настоява пред Конгреса да приеме Версайския договор и Обществото на народите.
През 1920 г., назначен отново за разпоредител с бюджета, Дос налага своето разбиране за ефективност и единство на реформите, свързани с бюджетните процедури, в правителството на Съединението щати. Най-важната му реформа произтича от настояването му всеки правителствен департамент да изготвя верен бюджет, планирайки бъдещите разходи и придържайки се в техните рамки. Оценява се, че тази и други реформи, особено унифицирането на снабдяването, спестяват на правителството около два милиарда долара през първата година.
Обществото на народите кани в края на 1923 г. Дос да председателства комисията, занимаваща се с въпроса за немските репарации. „Докладът Дос“, представен през април 1924 г., привежда факти относно немския бюджет и средства, очертава мерките за стабилизиране на паричното обръщение и предлага план за изплащане с подвижна скала. За съвършения си подход към този ключов международен проблем Дос получава Нобелова награда. Парите от Нобеловата награда дарява на откритото училище за международни отношения Walter Hines Page към университета „Джонс Хопкинс“.
От 1924 до 1932 г. Дос посвещава всичките си сили в служба на обществото. Избран е за вицепрезидент на Съединените щати през 1924 г., член е на правителството от 1925 до 1929 г.
През 1929 г., когато Доминиканската република иска съвет за подобряване на финансовите операции на правителството, Дос оглавява комисия, чиито екстензивни препоръки за реформи по-късно са приети. От юни 1929 до януари 1932 г. Дос е посланик на САЩ във Великобритания. През 1930 г. е делегат на Лондонската военноморска конференция, а през 1932 оглавява американската делегация на Конференцията по разоръжаване в Женева, но отказва да поеме председателството на Reconstruction Finance Corporation (правителствена агенция, упълномощена да отпуска заеми на банките, железопътните компании и други предприятия в усилието да се предотврати тоталния икономически колапс по време на депресията).

## Личен живот и смърт (1951)
Дос е дисциплиниран и продуктивен. Автор е на девет книги. Превъзходен музикант – свири на флейта и пиано.
През 1889 г. се жени за Каро Дауес, от която има две деца.
Умира от коронарна тромбоза на 23 април 1951 година в Еванстън, Илинойс, на 85-годишна възраст.

## Избрано творчество
- The Banking System of the United States and Its Relation to the Money and the Business of the Country. Chicago: Rand McNally, (1894)
- Essays and Speeches. New York: Houghton, (1915)
- Journal of the Great War. 2 vols. New York: Houghton, (1921)
- The First Year of the Budget of the United States New York: Harper, (1923)
- Notes as Vice President, 1928 – 1929. Boston: Little, Brown, (1935)
- How Long Prosperity? New York: Marquis, (1937)
- Journal as Ambassador to Great Britain. New York: Macmillan. (1939)
- A Journal of Reparations. New York: Macmillan. (1939)
- A Journal of the McKinley Years. B. N. Timmons (Ed.). La Grange, IL: Tower, (1950)